# つちやみえこ
つちや みえこ（1981年1月18日 -）は静岡県出身の元声優。本名、土屋美恵子。身長149cm、B79cm、W55cm、H80cm。現役時はグッドスマイルカンパニー所属。現在は引退している。

## 来歴
1999年に発足した声優ユニット企画「KiraKira☆メロディ学園」の第1期生で、当初の芸名は本名名義の土屋美恵子。また同ユニット内で作られたサブユニット「Heart♥Chu（はーちゅ）」、「メロメロメロン」のメンバーでもある。愛称は「みーこ」。
2001年2月、麻績村まゆ子（現：おみむらまゆこ）と期間限定ユニット「MaMi-choco（マミチョコ）」を結成。同年4月中旬頃から、芸名を本名名義から平仮名の「つちやみえこ」に改名。さらに同年5月に、バンド「HAPPY PARK」を結成。
声優アイドルとしての活動の他、オリジナルビデオによる特撮作品『時空警察ヴェッカー』や、テレビドラマ『アイドル刑事S』では女優としても出演している。
2001年9月より、病気療養のために芸能活動を一時休業。翌2002年6月、復帰まであと一歩というところまで回復したものの、病気が完治しないものであり、芸能活動によって再度悪化する恐れがあるため、引退となった。

## 出演

### テレビアニメ
- GEAR戦士電童（2000年、テレビ東京）作中に登場するアイドルユニット「C-DRIVE」の1人、ユキ役

### テレビドラマ
- アイドル刑事S（2001年、TBS） 時空刑事ミリー・加藤美里役（ゲスト出演）

### オリジナルビデオ/DVD
- 時空警察ヴェッカー（2001年、レイアップ）第2巻・第3巻　時空刑事ミリー・加藤美里役
- 声優バラエティ すずめのがっこう!（2001年、日本コロムビア）

### ゲーム
- KONOHANA:True Report（2001年、サクセス）大見優子役

### CDドラマ
- KONOHANA:True Report（2001年、サイトロン・デジタルコンテンツ）
同名のゲームのCDドラマ化。
- GEAR戦士電童 File.1 C-DRIVEデビュー（2001年ビクターエンタテインメント）
作中のアイドルユニット「C-DRIVE」の活動をCDドラマ化。

## 音楽
※ KiraKira☆メロディ学園及び同ユニット内ユニットでのリリースは、同項目を参照のこと。

### アルバム
1. カワイイ? ねぇ、ダーリン♥Chu（2001年）
MaMi-choco名義でのアルバム。
2. KONOHANA:True Report サウンドコレクション（2001年）
つちや達が歌う同ゲームの主題歌を収録。